# Kate Kellaway
Kate Kellaway (geboren 15. Juli 1957) ist eine britische Kulturjournalistin.      

## Leben
Kate Kellaway besuchte in London die Camden School for Girls, an der ihre Mutter als Englischlehrerin arbeitete. Sie studierte Englisch an der Lady Margaret Hall in Oxford. 
Kellaway ging zwischen 1982 und 1986 als Lehrerin nach Simbabwe und arbeitete danach in London für Auberon Waugh beim  Literary Review.
Kellaway ging später als Feuilletonredakteurin zum Observer. 1995 war sie Mitglied der Jury des Man Booker Prize und 2016 für den Costa Poetry Award. Eine Zeit schrieb sie auch für die Zeitschrift Prospect, die von David Goodhart herausgegeben wird, dem Ehemann ihrer jüngeren Schwester und Wirtschaftsjournalistin Lucy Kellaway.
Kellaway ist verheiratet und hat vier Söhne und zwei Stiefsöhne.